# Agrochola rufina
Agrochola rufina är en fjärilsart som beskrevs av Carl von Linné 1758. Agrochola rufina ingår i släktet Agrochola och familjen nattflyn. Inga underarter finns listade i Catalogue of Life.